# Lill-Råsjön
Lill-Råsjön är en sjö i Sollefteå kommun i Ångermanland och ingår i Ångermanälvens huvudavrinningsområde. Sjön har en area på 0,164 kvadratkilometer och ligger 195 meter över havet. Sjön avvattnas av vattendraget Skäljån.

## Delavrinningsområde
Lill-Råsjön ingår i det delavrinningsområde (704207-155567) som SMHI kallar för Mynnar i Vigdan. Medelhöjden är 228 meter över havet och ytan är 5,5 kvadratkilometer. Det finns ett avrinningsområde uppströms, och räknas det in blir den ackumulerade arean 18,63 kvadratkilometer. Skäljån som avvattnar avrinningsområdet har biflödesordning 3, vilket innebär att vattnet flödar genom totalt 3 vattendrag innan det når havet efter 89 kilometer. Avrinningsområdet består mestadels av skog (82 procent). Avrinningsområdet har 0,16 kvadratkilometer vattenytor vilket ger det en sjöprocent på 3 procent.